# Paolo Ruffini
Paolo Ruffini   (Valentano, 22 de setembre de 1765 - Mòdena, 10 de maig de 1822) fou un metge, matemàtic i filòsof d'origen italià, que va crear el mètode algebraic que porta el seu nom. Va obtenir una àmplia i variada formació, es graduà en filosofia, medicina i finalment en matemàtiques a Itàlia.

## Vida
Ruffini va néixer a la província de Viterbo, on el seu pare exercia de metge, però el 1771 la família es va traslladar a Reggio de l'Emília, població molt propera aMòdena en la que va passar tota la seva vida. El 1783 va ingressar a la universitat de Mòdena en la que es va graduar el 1788 en medicina i filosofia i, poc després, va obtenir el títol de matemàtiques.
El 1791 va obtenir el permís del Col·legi de Metges per a exercir de metge i, al mateix temps, va ser nomenat professor de matemàtiques a la universitat local.
El 1796, durant l'ocupació napoleònica, el varen nomenar representant del Departament de Páramo en el Congrés de la República Cisalpina. Dos anys després va reprendre les seves activitats científiques i, en negar-se a pronunciar el jurament de fidelitat a la República Cisalpina, va ser apartat de les seves activitats docents i càrrecs públics, però en va ser reintegrat l'any següent. A partir de 1806 també va ser professor de l'Acadèmia Militar de Mòdena.
Va ser elegit rector de la universitat de Mòdena el 1814. Durant 1817 i 1818 va estudiar la malaltia del tifus en declarar-se una epidèmia.
Entre les seves aportacions matemàtiques va demostrar de forma incompleta que les equacions de grau superior a 4 no es podien resoldre per radicals i va inventar el mètode de Ruffini, que agilitza les divisions per polinomis d'ordre 1 per tal de resoldre-les de forma iterativa.

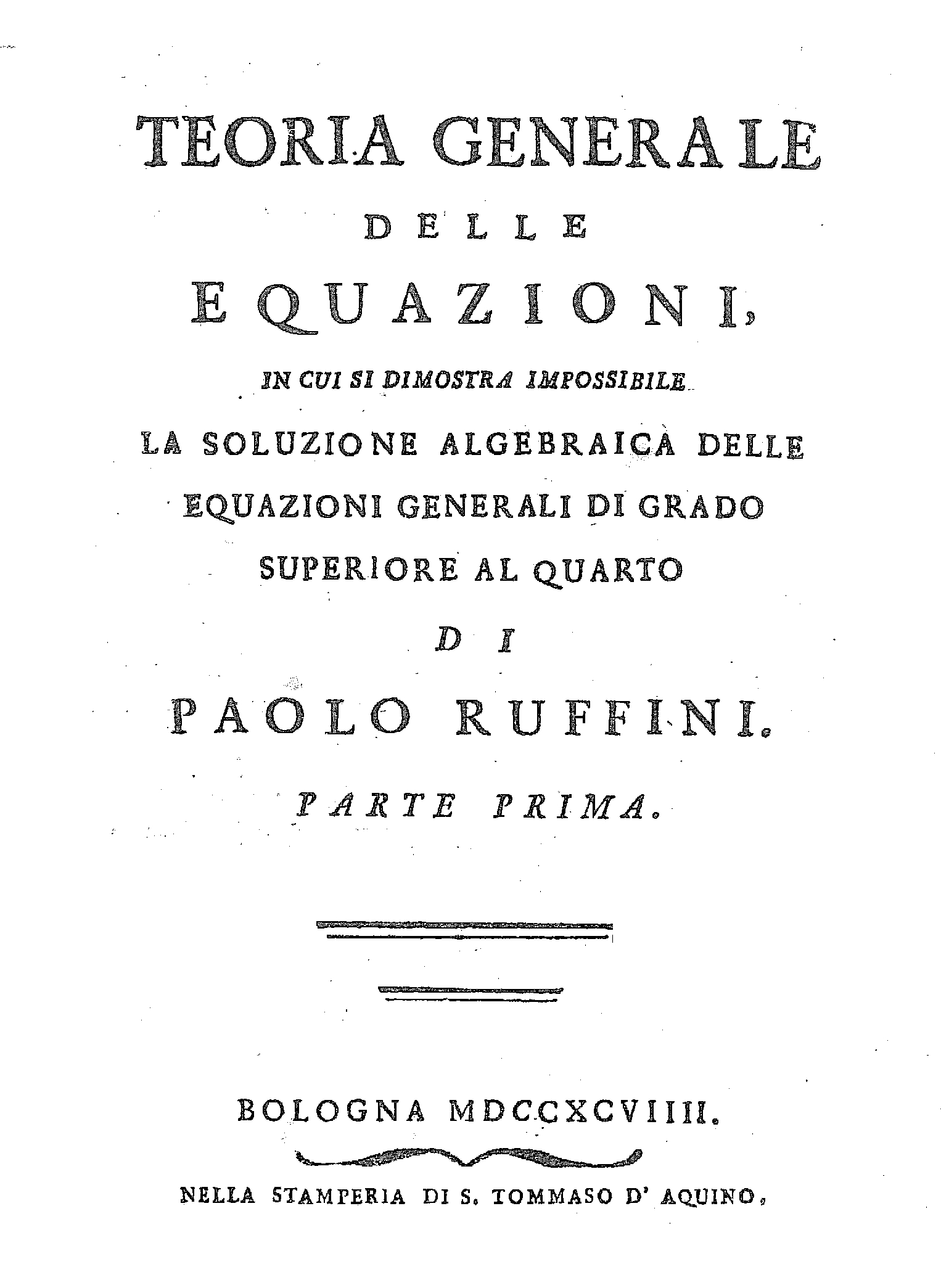
Teoria generale delle equazioni, 1799

## Obra
Al llarg de la seva vida, Ruffini va escriure un gran nombre de llibres:
1. 1799: Es publica la seva "Teoria generale delle equazioni", on demostra, tot i que de forma incompleta, que els polinomis de grau superior a quatre no es poden resoldre per radicals.[8]
2. 1802: Escriu "Riflessioni intorno alla rettificazione ed alla quadratura del circulo" i la memòria "Della soluzione delle equazioni algebraiche determinata partocolari di grado sup. al 4º".[9]
3. 1804: S'edita la memòria "Sopra la determinazione delle radici nelle equazioni numeriche di qualunque grado". En ella, Ruffini elabora un mètode d'aproximació de les arrels d'una equació que s'anticipa en quinze anys al conegut "mètode de Horner", que el va publicar el 1819 sense conéixer el treball de Ruffini.[10]
4. 1806: Accepta una càtedra de Matemàtica Aplicada a l'escola militar de Mòdena i dedica el seu "Della immortalità dell'anima" a Pius VII.
5. 1807: S'imprimeix "Algebra elementare", en el que proporciona explicacions més didàctiques i aclaridores del mètode de Ruffini.[10]
6. 1813: Es publiquen les seves reflexions entorn de la solució de l'equació algebraica general.
7. 1820: Escriu "Memoria sul tifo contagioso", que tracta sobre el tifus, basat en la seva pròpia experiència.
8. 1821: S'imprimeixen les seves crítiques "Riflessioni critiche sopra il saggio filosofico intorno alle probabilità del signor conte Laplace".

## Regla de Ruffini
En matemàtiques, la Regla de Ruffini és un mètode còmode i ràpid que ens permet dividir un polinomi entre un binomi de la forma {\displaystyle x-a} (sent {\displaystyle a} un nombre real). També permet localitzar arrels d'un polinomi i factoritzar-lo en binomis de la mateixa forma ({\displaystyle x-a}) (sent {\displaystyle a} un nombre real). El mètode de Ruffini tan sols utilitza els coeficients del polinomi (amb el seu signe).
És a dir, permet convertir un polinomi qualsevol en un producte de factors senzills:
{\displaystyle P(x)=a_{n}x^{n}+a_{n-1}x^{n-1}+\cdots +a_{1}x+a_{0}=(x-r_{1})(x-r_{2})\cdots (x-r_{n})}, essent {\displaystyle r_{1},\cdots ,r_{n}} les arrels del polinomi.